# Klass A 1963-1964 (pallacanestro)
La Vysšaja Liga 1963-1964 è stata la 30ª edizione del massimo campionato sovietico di pallacanestro maschile. La vittoria finale è stata appannaggio del CSKA Mosca.

## Classifica
|  |     | Squadra            | G  | V  | P  | PF   | PS   | PF/PS | Pt |
|  | --- | ------------------ | -- | -- | -- | ---- | ---- | ----- | -- |
|  | 1.  | CSKA Mosca         | 28 | 26 | 2  | 2012 | 1557 | +455  | 52 |
|  | 2.  | ASK Rīga           | 28 | 24 | 4  | 2030 | 1641 | +389  | 48 |
|  | 3.  | Stroitel Kiev      | 28 | 22 | 6  | 1911 | 1619 | +292  | 44 |
|  | 4.  | SKA Kiev           | 28 | 19 | 9  | 1848 | 1748 | +100  | 38 |
|  | 5.  | Dinamo Tbilisi     | 22 | 19 | 9  | 1863 | 1815 | +48   | 38 |
|  | 6.  | Kalev Tartu        | 28 | 18 | 10 | 1780 | 1634 | +146  | 36 |
|  | 7.  | Spartak Leningrado | 28 | 14 | 14 | 1837 | 1812 | +25   | 28 |
|  | 8.  | Dinamo Mosca       | 28 | 14 | 14 | 1878 | 1844 | +34   | 28 |
|  | 9.  | VEF Rīga           | 28 | 13 | 15 | 1860 | 1795 | +65   | 26 |
|  | 10. | Žalgiris Kaunas    | 28 | 10 | 18 | 1759 | 1881 | -122  | 20 |
|  | 11. | SKA Leningrado     | 28 | 10 | 18 | 1821 | 1945 | -124  | 20 |
|  | 12. | Spartak Minsk      | 28 | 9  | 19 | 1696 | 1865 | -169  | 18 |

## Squadra vincitrice
|  | Naz.                        | Ruolo | Sportivo          | Anno | Alt. |  |  |
|  | --------------------------- | ----- | ----------------- | ---- | ---- |  |  |
|  | Unione Sovietica (bandiera) | P     | Armenak Alačačjan | 1930 | 176  |  |  |
|  | Unione Sovietica (bandiera) | P     | Anatolij Astachov | 1938 | 183  |  |  |
|  | Unione Sovietica (bandiera) | AC    | Arkadij Bočkarëv  | 1931 | 193  |  |  |
|  | Unione Sovietica (bandiera) | A     | Oleg Borodin      |      |      |  |  |
|  | Unione Sovietica (bandiera) |       | I. Brjanov        |      |      |  |  |
|  | Unione Sovietica (bandiera) | A     | Jurij Korneev     | 1937 | 198  |  |  |
|  | Unione Sovietica (bandiera) | G     | Aleksandr Kul'kov | 1943 | 183  |  |  |
|  | Unione Sovietica (bandiera) | C     | Jaak Lipso        | 1940 | 201  |  |  |
|  | Unione Sovietica (bandiera) |       | P. Sirotinskij    |      |      |  |  |
|  | Unione Sovietica (bandiera) | P     | Aleksandr Travin  | 1937 | 188  |  |  |
|  | Unione Sovietica (bandiera) | AG    | Gennadij Vol'nov  | 1939 | 201  |  |  |
|  | Unione Sovietica (bandiera) | C     | Viktor Zubkov     | 1937 | 204  |  |  |
|  | Unione Sovietica (bandiera) | ALL   | Evgenij Alekseev  |      |      |  |  |